# University of Alaska System
Das University of Alaska System ist ein Verbund staatlicher Universitäten im US-Bundesstaat Alaska. An den drei Universitäten des Verbundes waren im Herbst 2020 insgesamt 20.836 Studierende eingeschrieben:
- Die University of Alaska Fairbanks wurde 1917 als College gegründet. Sie ist seit 1935 Universität und damit die älteste der Hochschulen. Sie kann daher als Fundament des Systems betrachtet werden. Im Herbst 2020 lernten dort 6.813 Studierende.[1] Der Hauptcampus ist in College bei Fairbanks.
- Die University of Alaska Anchorage wurde 1954 als College gegründet und ist seit 1977 Universität. Sie ist nach der Zahl der Studierenden die größte Einrichtung: im Herbst 2020 waren 11.953 Personen eingeschrieben.[2]
- Die University of Alaska Southeast mit Sitz in Juneau und Außenstandorten in Ketchikan und Sitka hatte im Herbst 2020 insgesamt 2.070 Studierende.[3]

Der Universitätsverbund ist Namensgeberin des Alaska Canyons in der Antarktis.